# Argyll Turbo GT
El Argyll Turbo GT es un automóvil deportivo fabricado en Escocia durante la década de 1980 por una compañía que volvió a utilizar el nombre Argyll desde 1976, anteriormente aplicado a la The Hozier Engineering Company (Compañía de Ingeniería Hozier), fundada en 1899, posteriormente rebautizada como Argyll Motors Ltd., dicho nombre proviene de la misma región de la zona Oeste de Escocia. Además es considerado el primer superdeportivo de dicho país, según la BBC.

## La segunda era de Argyll y el prototipo Turbo GT original de 1976
El nombre fue reutilizado en 1976 por una nueva compañía que fabrico un superdeportivo de motor central, el Argyll GT (o Argyll Turbo GT) en Lochgilphead, Escocia.
La nueva compañía fue fundada por Bob Henderson. El auto fue nombrado como el Argyll original de 1899, en honor al abuelo de uno de los inversores que trabajó en la antigua fábrica de Argyll en Alexandria.
Este fue el único modelo de la nueva Argyll, que se basó en un chasis de marco de tubo espacial revestido en fibra de vidrio, fue construido cerca de la antigua fábrica de Arrol-Johnston en Dumfries por Solway Marine. El prototipo de 1976 tenía un motor Rover V8 turboalimentado. Una versión con un motor Saab turboalimentado fue planeada, pero nunca fue construida. La suspensión vino del Triumph 2500 y la caja de cambios fue una de 5 velocidades hecha por ZF.

## El modelo de producción definitivo
Una versión de producción debutó en 1983, esta vez, con una versión sin turboalimentar del motor Douvrin Euro V6 como la utilizada por Renault, Peugeot y otras compañías, junto con un transeje proveniente del Renault 30. Una versión turboalimentada del motor Rover V8 de 3.5 a 4.2 litros, junto a la transmisión ZF se ofrecieron como opción, pero ninguna unidad con estas especificaciones fue construida. Otras opciones fueron el motor y la transmisión del Lancia Beta, y un Buick V6 que empezó siendo un motor cancelado de la Indycar. Una velocidad máxima de 160 mph (aproximadamente 260 km/h con el V8 turboalimentado fue reclamada, pero nunca se ratificó. El precio estimado de lanzamiento fue alrededor de entre 25000 y 30000 libras esterlinas, lo que lo hacía comparable con un Ferrari 308 GTB de la época. La capacidad de producción estimada fue de 12 unidades al año, pero ninguna fue vendida. Un ejemplar pintado en color plateado fue usado para el lanzamiento y como material publicitario.